# Assassin's Creed III: The Tyranny of King Washington
Assassin's Creed III: The Tyranny of King Washington (укр. Кредо Асасина III: Тиранія Короля Вашингтона) — доповнення для відеогри Assassin's Creed III 2012 року, розроблене Ubisoft Montreal і видане Ubisoft. Дія розгортається після подій базової гри і розповідає про те, як головний герой, Радунхагейду/Коннор, прокидається в альтернативній реальності, де події гри за його участю ніколи не відбувалися. Його завданням є знайти і перемогти альтернативну версію Джорджа Вашингтона, наділеного владою, але ментально зіпсованого потойбічним артефактом. Проголосивши себе королем щойно створених Сполучених Штатів Америки, Вашингтон починає поневолювати населення американського Фронтиру і вбивати тих, хто чинить опір його тиранії. Коннор набуває нових містичних здібностей, намагаючись зупинити Вашингтона і повернутися до своєї первісної часової лінії.
Тиранія Короля Вашингтона — перше велике доповнення для Assassin's Creed III після запуску гри. Він складається з трьох епізодів: Безслав'я, Зрада і Спокута, які періодично виходили з лютого по квітень 2013 року на різних платформах. Усі три епізоди входять до збірки 2019 року під назвою Assassin's Creed III Remastered, яка ввібрала ремастировані версії Assassin's Creed III та весь супутній контент. Кожен з епізодів доповнення отримав змішані відгуки від відеоігрових журналістів.

## Ігролад
Тиранія короля Вашингтона є доповненням для відеогри Assassin's Creed III 2012 року. Він складається з однокористувацької наративної кампанії, яка розділена на три епізодичні частини. Гравці беруть на себе роль Радунхагейду (також відомого під своїм англійським ім'ям Коннор), напівбританця, напівірокеза, члена Братства Асасинів. Хоча в DLC є продовження ігрових елементів базової гри, Коннор так і не отримав можливості стати асасином у цій послідовності. Натомість він отримує нові містичні здібності в кожній епізодичній частині, тематично пов'язані з культурною спадщиною ірокезів: «Сила вовка» — скритність, що дозволяє Коннору тимчасово ставати невидимим; «Сила орла» — швидкість, що дозволяє йому перетворюватися на орла для коротких польотів; і «Сила ведмедя» — сила, що виробляє руйнівну ударну хвилю, яка відкидає всіх ворогів, що знаходяться поблизу. Коннор також має доступ до четвертої здатності під назвою «Альфа зграї», яка викликає астральних вовків на допомогу в бою.

## Сюжет
Через деякий час після подій Assassin's Creed III і закінчення Війни за незалежність США Джордж Вашингтон таємно зустрічається з Коннором і розповідає йому про сни, які він бачив завдяки захопленому ним Яблуку Едема. Занепокоєний, Коннор намагається відібрати яблуко у Вашингтона, але переноситься в альтернативну часову лінію, створену кошмарами Вашингтона. У цій реальності Коннор так і не став ассасином, його мати Гадзідзіо досі жива, батько Хейтем Кенвей помер багато років тому, а Вашингтон, корумпований владою Яблука, коронував себе «Божевільним королем» Сполучених Штатів.
Після того, як Гадзідзіо не змогла викрасти джерело влади Вашингтона — Скіпетр з Яблуком на вершині, — розлючений Вашингтон мобілізував свою армію, щоб знищити її та плем'я Коннора. У відчаї Мати племені заварює Чай Великої Верби, який може дарувати великі фізичні здібності, але має побічні ефекти, що призводять до каліцтва. Однак Гадзідзіо забороняє Коннору пити чай, а натомість дарує йому старі приховані леза Хейтема. Під час нападу армії Вашингтона більша частина племені, включно з Гадзідзіо, гине, а Коннора вбиває сам Вашингтон після того, як його Скіпетр перемагає його силу. Після того, як Мати племені вилікувала його, Коннор неохоче заварює і п'є Чай за її наполяганням, отримуючи силу ставати невидимим і викликати спектральних вовків. Пізніше Мати племені гине під час набігу на чолі з генералом Бенедиктом Арнольдом, що змушує Коннора вбити його. З останнім подихом Арнольд розповідає, що його розум контролювався Вашингтоном, і наказує Коннору шукати Бенджаміна Франкліна.
Коннора захоплює в полон генерал Ізраель Патнем і везе до Бостона на страту, але йому вдається втекти. У процесі він возз'єднується зі своїм другом дитинства Ганадогоном, який є частиною групи опору під проводом Самюела Адамс. Після того, як Ганадогон розповідає, що якщо пити більше чаю, то можна отримати додаткові сили, Коннор так і робить, здобуваючи здатність перетворюватися на орла. Потім він розшукує Франкліна і звільняє його з-під контролю Вашингтона, після чого Франклін погоджується допомогти перемогти Вашингтон. Однак війська Патнема влаштовують засідку і вбивають Адамса та більшість його повстанців. Не маючи іншого вибору, Коннор і Франклін захоплюють корабель, щоб втекти з Бостона. Прибуває Патнем, який бере в заручники Ганадогона, але Коннор вбиває його і рятує свого друга. Коннор, Франклін і Ганадогон вирушають до Нью-Йорка, де Вашингтон будує піраміду в честь себе.
Коли трійця наближається до Нью-Йорка, їхній корабель атакує флот Вашингтона, розсіюючи екіпаж. Ганадогон жертвує собою, щоб захистити Франкліна від Вашингтона, а Коннор востаннє випиває Чай, що надає йому силу Ведмедя. Вони стикаються з іншою групою опору на чолі з Томасом Джефферсоном, яка намагається атакувати піраміду Вашингтона. Коннор допомагає повстанцям Джефферсона відступити, а потім намагається заручитися додатковою підтримкою. У відповідь Вашингтон звертається до народу з промовою, вихваляючись своїми планами вторгнення в Англію і поневолення її народу. Врешті-решт Коннор сіє достатньо хаосу та підтримки, щоб усе місто повстало проти Вашингтона. Використовуючи спеціальний ключ, наданий Франкліном, Коннор проникає в піраміду, де він бореться з Вашингтоном і перемагає його. Коли Коннор тягнеться до Скіпетра Вашингтона, вони обидва переносяться назад у справжню часову лінію.
Наляканий могутністю Яблука, Вашингтон віддає його Коннору, щоб той розпоряджався ним сам, і їде геть. Пізніше у своєму кабінеті Вашингтона зустрічає невідомий чоловік, який пропонує йому стати королем Сполучених Штатів, щоб зміцнити новостворену країну. Згадуючи події, свідком яких він був, Вашингтон категорично відмовляється, і коли Коннор кидає яблуко в океан, чоловік зникає, показуючи, що він був ще однією ілюзією.

## Розробка та випуск
3 жовтня 2012 року Ubisoft анонсувала The Tyranny of King Washington як перший велике доповнення для Assassin's Creed III, який буде виходити в епізодичному форматі. The Tyranny of King Washington можна було придбати як окремо, так і в складі сезонної перепустки для Assassin's Creed III. Музику до Тиранії Короля Вашингтона написав шотландський композитор Лорн Белф, саундтрек вийшов у цифровій дистрибуції 23 квітня 2013 року.
24 січня 2013 року було анонсовано перший епізод DLC під назвою Безслав'я. Він вийшов 19 лютого для Xbox 360 і ПК, 20 лютого для PlayStation 3 і 21 лютого для Wii U. 6 лютого 2013 року було оголошено, що другий епізод під назвою Зрада вийде 19 березня для Xbox 360, ПК і PlayStation 3 і невідома дата для Wii U (став доступним в електронному магазині 27 березня), а третій епізод під назвою Спокута вийде 23 квітня для Xbox 360, PC і PlayStation 3. Незважаючи на те, що дата релізу для Wii U — 16 травня, Спокута доступна в електронному магазині з 27 квітня.
Тиранія Короля Вашингтона входить до складу ремастированого видання Assassin's Creed III разом з усім раніше випущеним завантажуваним контентом. Реліз Assassin's Creed III Remastered відбувся 29 березня 2019 року для Microsoft Windows, PlayStation 4 і Xbox One, а 21 травня і для Nintendo Switch.

## Сприйняття
За даними агрегатора рецензій Metacritic, всі три епізоди Тиранії Короля Вашингтона отримали загалом змішані або середні відгуки на PlayStation 3 та Xbox 360, за винятком версії Безслав'я для PS3, яка отримала загалом сприятливий прийом.